# Rusiec (województwo wielkopolskie)
Rusiec – wieś pałucka w Polsce, położona w województwie wielkopolskim, w powiecie wągrowieckim, w gminie Wapno.
W latach 1975–1998 miejscowość położona była w województwie pilskim, a do 1975 r. należała do powiatu żnińskiego.